# 에린 브라운
에린 브라운(Erin DeWright, 1979년 10월 16일 ~ )은 미국의 포르노 배우, 배우, 모델, 글래머 모델, 영화 프로듀서이다.

## 영화
- 다잉 갓 (2008년)
- 올 어롱 (2007년) - 탄야 역
- 레이지 (2007년)
- 신풀 (2006년) - 릴리스 역
- 마스터즈 오브 호러 에피소드 10 - 식 걸 (2006년)
- 러스트 포 드라큘라 (2004년) - 미나 하커 역
- 플레이 메이트 오브 에이프 (2002년) - 커맨더 게일러 역
- 글래디에이터 에로틱: 더 레즈비언 워리어스 (2001년) - 클리토리스 역